# Раёво (Тамбовская область)
Раёво — село в Моршанском районе Тамбовской области России. Входит в состав Старотомниковского сельсовета.

## География
Село находится в северной части области, в лесостепной зоне, в пределах Окско-Донской низменной равнины, на берегах ручья Раев (левый приток реки Кермиси), на расстоянии примерно 33 километров (по прямой) к северо-востоку от города Моршанска, административного центра района. Абсолютная высота — 128 метров над уровнем моря.

### Климат
Климат умеренно континентальный, относительно сухой, с холодной продолжительной зимой и тёплым летом. Средняя температура воздуха самого холодного месяца (января) — −11,3 °C (абсолютный минимум — −43 °C); самого тёплого месяца (июля) — 19,7 °C (абсолютный максимум — 39 °С). Период с положительной температурой выше 10 °C длится 145 дней. Среднегодовое количество атмосферных осадков составляет около 547 мм. Продолжительность залегания снежного покрова составляет в среднем 138 дней.

### Часовой пояс
Село Раёво, как и вся Тамбовская область, находится в часовой зоне МСК (московское время). Смещение применяемого времени относительно UTC составляет +3:00.

## История
В окладных книгах духовной епархии о селе Раево написано: «Часовня Казьмы и Демьяна в сельце Казьмадемьянском, Раево тож, у тое часовни двор попа Стефана, двор дьячков... Да в приходе к той часовне 20 дворов крестьянских... Обложено в нынешнем 1712 году, июля 8 дня».
РАЕВСКАЯ ШКОЛА
В 1872 г. Моршанским уездным земством и сельским обществом от¬крыта начальная школа. В 1876 г. земство отпускало 145, общество- 48 руб., обучались 60 мальчиков.
В инспекторском отчете 1885 г. отмечалось: «Содержится земством и обществом. Первое отпускает 375 и второе 25 руб. в год. Помещается в церковной караулке. Предполагается с осени будущего года приступить к строительству здания для школы. 42 мальчика и 6 девочек обучает с 1882 г. Василий Троицкий, окончивший Екатерининский институт в г. Тамбове». В 1886 г. сельским обществом построено деревянное, на каменном фундаменте, крытое железом, одноэтажное, здание (167 кв. аршин) с одной классной комнатой и трехкомнатной квартирой для учителя.
В конце XIX в. духовным ведомством открыта для 39 учащихся школа грамоты в специально построенном деревянном помещении, обваленном землей и крытом соломой. Позднее - церковно-приходская.
В 1918 г. реорганизованы в трудовую школу I ступени. С 1948 г.-семилетка, 1961 г. - восьмилетка.
Здание деревянное, одноэтажное, постройки 1904 г., (в 1958 г. пристроены две классные комнаты), в 1965 г. построено деревянное здание для мастерской, сдано здание интерната.
Столярная мастерская, фруктовый сад (0,52 га).
Учащихся - 142, учителей - 10.
Сельцо считалось «новоселебным» (новопоселенным). В 1782 году оно принадлежало генералу Льву Александровичу Нарышкину. В нем было 866 крепостных крестьян.
До 2010 года село было административным центром Раёвского сельсовета.

## Население
| 2002 | 2010 |
| ---- | ---- |
| 224  | ↘160 |

### Половой состав
По данным Всероссийской переписи населения 2010 года в гендерной структуре населения мужчины составляли — 43,8 %, женщины — 56,2 %.

### Национальный состав
Согласно результатам переписи 2002 года, в национальной структуре населения русские составляли 100 % из 224 чел.